# Quercus diversiloba
Quercus diversiloba är en bokväxtart som beskrevs av Benjamin Carroll Tharp och Aimée Antoinette Camus. Quercus diversiloba ingår i släktet ekar, och familjen bokväxter.
Artens utbredningsområde är Texas. Inga underarter finns listade.